# Green Island (ö i Australien, Western Australia, lat -32,02, long 115,50)
Green Island är en ö i Australien. Den ligger i delstaten Western Australia, omkring 35 kilometer väster om delstatshuvudstaden Perth.
Genomsnittlig årsnederbörd är 1 018 millimeter. Den regnigaste månaden är maj, med i genomsnitt 176 mm nederbörd, och den torraste är februari, med 9 mm nederbörd.